# Cedza Dlamini
Príncipe Cedza Dlamini da Suazilândia (nascido em 1976), neto do Rei Sobhuza II, da Suazilândia e passo-neto de Nelson Mandela, é um humanitário, jovem ativista, porta-voz para as Nações Unidas para os Objetivos de Desenvolvimento do Milênio, e o fundador do Instituto Ubuntu para Jovens Empreendedores Sociais. Seu trabalho promove o futuro da cooperação internacional, iniciando e apoio a redes globais de jovens líderes, através do qual eles podem trabalhar coletivamente para resolver tal atuais problemas do mundo como o HIV/SIDA, a pobreza, a fome e o analfabetismo. Cedza também defende mais forte que os laços entre os Estados Unidos e a África do Sul, ocupando um lugar, como um diretor no conselho de administração da Câmara de Comércio sul-africano na América.

## Família

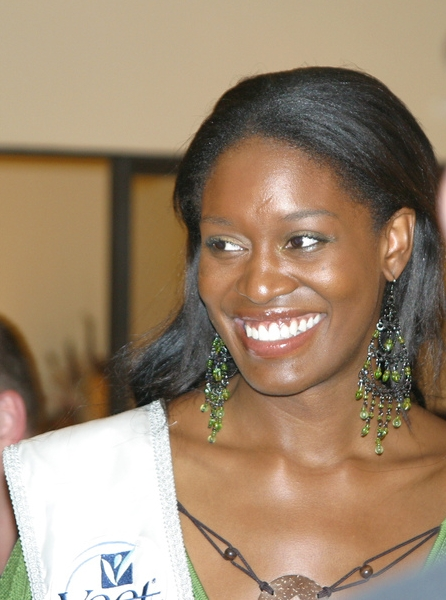
Thuli Sithole

Cedza é o terceiro filho de oito filhos nascidos de SAR o Príncipe Thumbumuzi Dlamini da Suazilândia, MBA, nascido em 1950, um filho do falecido Rei Sobhuza II e um irmão mais velho do rei da Suazilândia, Mswati III. Seu pai se casou com Zenani Mandela, nascido em 1958, a filha mais velha de Nelson e sua (segunda), o ex-mulher, Winnie Mandela. O seu pai e a madrasta são co-proprietários de uma empresa, Mandela, Dlamini e Associados (MDA). Seu pai mestrado foi ganho na Universidade de Boston, e Cedza passou grande parte de sua infância em Boston.
Cedza é, por direito de nascimento e linhagem, real príncipe da dinastia que governa o reino da Suazilândia, a Casa de Dlamini. O Dlaminis são Cristãos e, na Suazilândia, a prática tradicional de poligamia, de modo que a família real tem centenas de membros, muitos dos quais estão ativamente envolvidos no governo, o funcionalismo público, diplomacia, ou a indústria na Suazilândia, mas muitos dos quais vivem fora de seu nativo do reino. Por causa do tamanho da família, apenas o rei herda uma riqueza substancial, ou recebe um civil lista; outros membros da família geralmente trabalham para viver.

No entanto, Cedza é legalmente elegíveis para herdar a coroa da Suazilândia, apesar de sua adesão, é remota a probabilidade. Além disso, o Dlaminis continuar a prática real casaram com outras dinastias Africanas, particularmente com as casas de Liderança Tradicional e a Paramount Chieftainships na África do Sul: Cedza adotivos da família materna, os Mandelas da royal Madiba clã, descer, em directo e legítimo do sexo masculino linha de Chefes supremos do Transkei, uma dignidade que ainda tinha pelo clã do patriarca, Buyelekhaya Zwelinbanzi Dalindyebo. A tia de Cedza, Mantfombi, uma irmã de seu pai, é a Grande Mulher de Goodwill Zwelithini, o rei de KwaZulu-Natal na África do Sul.
Príncipe Cedza reconhece, ao falar publicamente ao aluno o público de que ele passou por uma auto-indulgente fase da juventude, antes de perceber que ele estava a desperdiçar o seu patrimônio e seu futuro. Ele resolveu continuar a sua educação, e obteve seu bacharelado em Relações Internacionais da Universidade de Tufts , em Boston, no ano de 2005.
Ele é casado com a ex-Miss África do Sul, Nokuthula "Thuli" Sithole.

## Educação e emprego
Príncipe Cedza começou a trabalhar como um homem jovem, com o MDA, de sua família internacional, empresa de consultoria de negócios em Joanesburgo. Ele foi embora no MDA que ele disse que estava exposto a tantos obstáculos enfrentados pelos emergentes empresários no pós-apartheid da África do Sul. Ele resolveu formar-se em marketing e voltar um dia para ampliar recursos e fornecer oportunidades econômicas para os Sul-Africanos.
Príncipe Cedza trabalhou para a Mitsubishi Corporation, na África do Sul. Por vários anos, ele era um assistente para a Assistência Oficial para o Desenvolvimento do Gestor, facilitando o desenvolvimento de programas entre o Japão e todos os 14 países da Comunidade de Desenvolvimento da África Austral. Suas funções envolvidas foram como liberação de clínicas móveis para áreas pobres e rurais, e de apoio no desenvolvimento do Mitsubishi na ação afirmativa política.
Cedza mudou para os Estados Unidos para estudar relações internacionais em 2000.

## Trabalho nas Nações Unidas
Em outubro de 2003, Cedza foi nomeado Co-presidente para a Cúpula Mundial para a Paz dos Jovens.
Depois de 11 de setembro de 2001, Cedza começou uma turnê de palestras em todo os EUA que promove o mundo, o perdão, a compaixão, e o uso do diálogo - em vez de violência – como uma poderosa ferramenta para a resolução de conflitos. Até a data, Cedza tem falado mais de cinquenta organizações sem fins lucrativos e instituições acadêmicas com público variando de 200 a 14,000 pessoas. Em especial, ele procura inspirar os jovens, falando sobre a capacitação de jovens e de liderança. Através de suas 3 Princípios de Sucesso, Cedza incentiva os jovens a perceber que, com a atitude certa, eles podem superar os difíceis desafios.

## Empreendedorismo Social
Em 2005, Cedza fundou o Instituto Ubuntu para Jovens Empreendedores Sociais, liderado pela juventude, organização sem fins lucrativos focada em liderança de enriquecimento, habilidades práticas de formação e de angariação de fundos que recruta potenciais empreendedores sociais de todos os setores da sociedade Africana.
 o Príncipe Cedza é o compromisso de liderar o Ubuntu na aplicação de princípios de negócios para executar um desenvolvimento social empresarial. Ele expressou a preocupação de que muitas vezes os empreendedores sociais dependem de financiamento de doadores e tornar-se menos inovadoras. Ele afirma que a África do Sul tem uma oferta abundante de talento, oportunidade e empresários emergentes, mas a falta de qualificações continuam a ser um obstáculo em eficazmente tocando em oportunidades.
"A sustentabilidade é a chave", diz o príncipe. "Um monte de pessoas que começam as Ongs estão olhando para o financiamento dos doadores. Um empreendedor social sabe que ele não pode só depender do financiamento, ele precisa ser criativo em todos os aspectos do negócio."
Entre os projetos do Ubuntu é um programa de estágio, através da qual os candidatos, na sua maioria africanos, realizam estágios em resorts nos Estados Unidos, no Reino Unido, na Austrália e na China por seis a 12 meses. Posteriormente, o Ubuntu auxilia os estagiários com o emprego de colocação na indústria da hospitalidade. Dlamini diz que o programa tem ajudado mais de 1000 jovens que estariam desempregados.
Ubuntu gera mais de dois terços de seu financiamento de doadores, mas o Príncipe Cedza tinha objetivos para a organização, eventualmente, gerar 60% de seus fundos de investimentos. Seu braço de investimento, o Ubuntu Institute Holdings, atualmente, produz cerca de um terço do instituto de renda. Dlamini gosta de financiar doadores para a conta para não mais do que 40% quando o braço de investimento amadurece. Com parceiros como o Banco de Desenvolvimento da África Austral e o transporte Ferroviário de Passageiros da Agência de SA, o Ubuntu está agora a desenvolver programas para atender a demanda de transporte ferroviário de engenharia e afins artesão habilidades.

## Prêmios e Reconhecimento
Em reconhecimento a seu trabalho para causas sociais em todo o mundo, Cedza foi homenageado nos Estados Unidos, com Chaves para a Cidade de Cambridge, Massachusetts, e Little Rock, Arkansas.